# Премія «Золотий глобус» за найкращу чоловічу роль — комедія або мюзикл
Премія «Золотий глобус» за найкращу чоловічу роль у комедії або мюзиклі — престижна нагорода Голлівудської асоціації іноземної преси, яку присуджують щорічно з 1951 року. Виникла завдяки розмежуванню категорії «Найкраща чоловіча роль в художньому фільмі» на дві окремих категорії за жанрами: «Найкраща чоловіча роль у комедії або мюзиклі» та «Найкраща чоловіча роль у драмі».
Офіційна назва премії неодноразово змінювалася з часу її заснування і станом на 2005 рік, мала назву «Найкраща гра актора в кінокомедії або мюзиклі».
Нижче приведено повний список переможців і номінантів.
Імена переможців виділено окремим кольором.

## 1951—1959
| Рік  | Премія | Світлини переможців                                                                           | Переможці та номінанти                                          |
| ---- | ------ | --------------------------------------------------------------------------------------------- | --------------------------------------------------------------- |
| 1951 | 8-ма   |                                                                                               | • Фред Астер — «Три коротких слова» за роль Берта Келмара       |
| 1951 | 8-ма   | • Ден Дейлі — «Коли Віллі повертається додому» за роль Вільяма Клаггса                        |                                                                 |
| 1951 | 8-ма   | • Гарольд Ллойд — «Божевільна середа, або Гріх Гарольда Діддлбока» за роль Гарольда Діддлбока |                                                                 |
| 1952 | 9-та   |                                                                                               | • Денні Кей — «На Рів'єрі» за роль Джека Мартіна / Генрі Дюрана |
| 1952 | 9-та   | • Бінг Кросбі — «Наречений повертається» за роль Піта Гарві                                   |                                                                 |
| 1952 | 9-та   | • Джин Келлі — «Американець в Парижі» за роль Джеррі Маллігана                                |                                                                 |
| 1953 | 10-та  |                                                                                               | • Дональд О'Коннор — «Співаючи під дощем» за роль Космо Брауна  |
| 1953 | 10-та  | • Денні Кей — «Ганс Крістіан Андерсен» за роль Ганса Крістіана Андерсена                      |                                                                 |
| 1953 | 10-та  | • Кліфтон Вебб — «Зірки і смужки назавжди» за роль Джона Філіпа Суси                          |                                                                 |
| 1954 | 11-та  |                                                                                               | • Девід Найвен — «Місяць блакитний» за роль Девіда Слейтера     |
| 1955 | 12-та  |                                                                                               | • Джеймс Мейсон — «Народження зірки» за роль Нормана Мейна      |
| 1956 | 13-та  |                                                                                               | • Том Юелл — «Сверблячка сьомого року» за роль Річарда Шермана  |
| 1957 | 14-та  |                                                                                               | • Кантінфлас — «Навколо світу за 80 днів» за роль Жана Паспарту |
| 1957 | 14-та  | • Марлон Брандо — «Чайна церемонія» за роль Сакіні                                            |                                                                 |
| 1957 | 14-та  | • Денні Кей — «Придворний блазень» за роль Г'юберта Гоукінса                                  |                                                                 |
| 1957 | 14-та  | • Юл Бріннер — «Король і я» за роль короля Монгкута                                           |                                                                 |
| 1957 | 14-та  | • Гленн Форд — «Чайна церемонія» за роль капітана Фісбі                                       |                                                                 |
| 1958 | 15-та  |                                                                                               | • Френк Сінатра — «Приятель Джої» за роль Джої Еванса           |
| 1958 | 15-та  | • Моріс Шевальє — «Кохання після полудня» за роль Клода Шавасса                               |                                                                 |
| 1958 | 15-та  | • Гленн Форд — «Не підходь до води» за роль лейтенанта Дж. Г. Макса Сігела                    |                                                                 |
| 1958 | 15-та  | • Девід Найвен — «Мій слуга Годфрі» за роль Годфрі Сміта                                      |                                                                 |
| 1958 | 15-та  | • Тоні Рендалл — «Чи зіпсує успіх Рока Гантера?» за роль Рокуелла Гантера                     |                                                                 |
| 1959 | 16-та  |                                                                                               | • Денні Кей — «Я і полковник» за роль С. Л. Якобовскі           |
| 1959 | 16-та  | • Кларк Гейбл — «Улюбленець вчительки» за роль Джеймса Геннона                                |                                                                 |
| 1959 | 16-та  | • Луї Журдан — «Жіжі» за роль Гастона Лашеля                                                  |                                                                 |
| 1959 | 16-та  | • Моріс Шевальє — «Жіжі» за роль Оноре Лашеля                                                 |                                                                 |
| 1959 | 16-та  | • Кері Грант — «Любий сер» за роль Філіпа Адамса                                              |                                                                 |

## 1960—1969
| Рік  | Премія | Світлини переможців                                                              | Переможці та номінанти                                                   |
| ---- | ------ | -------------------------------------------------------------------------------- | ------------------------------------------------------------------------ |
| 1960 | 17-та  |                                                                                  | • Джек Леммон — «У джазі тільки дівчата» за роль Джеррі/Дафні            |
| 1960 | 17-та  | • Кері Грант — «Операция „Нижня спідниця“» за роль Метта Шермана                 |                                                                          |
| 1960 | 17-та  | • Дін Мартін — «Хто була та леді?» за роль Майкла Гені                           |                                                                          |
| 1960 | 17-та  | • Кларк Гейбл — «Але не для мене» за роль Расселла Ворда                         |                                                                          |
| 1960 | 17-та  | • Сідні Пуатьє — «Поргі і Бесс» за роль Поргі                                    |                                                                          |
| 1961 | 18-та  |                                                                                  | • Джек Леммон — «Квартира» за роль Сі Сі Бакстера                        |
| 1961 | 18-та  | • Дірк Богард — «Нескінченна пісня» за роль Ференца Ліста                        |                                                                          |
| 1961 | 18-та  | • Кантінфлас — «Мексиканець у Голлівуді» за роль Пепе                            |                                                                          |
| 1961 | 18-та  | • Кері Грант — «Трава зеленіша» за роль Віктора                                  |                                                                          |
| 1961 | 18-та  | • Боб Хоуп — «Правда життя» за роль Ларрі Гілберта                               |                                                                          |
| 1962 | 19-та  |                                                                                  | • Гленн Форд — «Жменя чудес» за роль Дейва                               |
| 1962 | 19-та  | • Фред Астер — «У його приємній компанії» за роль Пого Пула                      |                                                                          |
| 1962 | 19-та  | • Річард Беймер — «Вестсайдська історія» за роль Тоні                            |                                                                          |
| 1962 | 19-та  | • Фред Макмюррей — «Відморожений професор» за роль Неда Брейнарда                |                                                                          |
| 1962 | 19-та  | • Боб Хоуп — «Холостяк в раю» за роль Адама Найлса                               |                                                                          |
| 1963 | 20-та  |                                                                                  | • Марчелло Мастроянні — «Розлучення по-італійськи» за роль Фердінандо    |
| 1963 | 20-та  | • Стівен Бойд — «Джамбо Біллі Роуза» за роль Сема Роулінза                       |                                                                          |
| 1963 | 20-та  | • Джиммі Дюранте — «Джамбо Біллі Роуза» за роль Ентоні Вандера                   |                                                                          |
| 1963 | 20-та  | • Чарлтон Гестон — «Голуб, який захопив Рим» за роль Пола Макдугалла             |                                                                          |
| 1963 | 20-та  | • Роберт Престон — «Музикант» за роль Гарольда Гілла                             |                                                                          |
| 1963 | 20-та  | • Кері Грант — «Це хутро норки» за роль Філіпа Шейна                             |                                                                          |
| 1963 | 20-та  | • Карл Молден — «Джипсі» за роль Гербі Саммерса                                  |                                                                          |
| 1963 | 20-та  | • Джеймс Стюарт — «Містер Гоббс бере відпустку» за роль Роджера Гоббса           |                                                                          |
| 1964 | 21-ша  |                                                                                  | • Альберто Сорді — «Диявол» за роль Амедео Ферретті                      |
| 1964 | 21-ша  | • Альберт Фінні — «Том Джонс» за роль Тома Джонса                                |                                                                          |
| 1964 | 21-ша  | • Кері Грант — «Шарада» за роль Пітера Джошуа                                    |                                                                          |
| 1964 | 21-ша  | • Джек Леммон — «Ніжна Ірма» за роль Нестора Пату                                |                                                                          |
| 1964 | 21-ша  | • Джек Леммон — «Під деревом любові» за роль Хогана                              |                                                                          |
| 1964 | 21-ша  | • Джеймс Гарнер — «Хитрі ділки» за роль Генрі Тайрона                            |                                                                          |
| 1964 | 21-ша  | • Френк Сінатра — «Прийди і протруби у свій ріг» за роль Алана Баркера           |                                                                          |
| 1964 | 21-ша  | • Джонатан Вінтерс — «Цей шалений, шалений, шалений, шалений світ» за роль Ленні |                                                                          |
| 1965 | 22-га  |                                                                                  | • Рекс Гаррісон — «Моя чарівна леді» за роль професора Генрі Гиггінса    |
| 1965 | 22-га  | • Марчелло Мастроянні — «Шлюб по-італійськи» за роль Доменіко Соріано            |                                                                          |
| 1965 | 22-га  | • Пітер Селлерс — «Рожева пантера» за роль інспектора Клузо                      |                                                                          |
| 1965 | 22-га  | • Дік Ван Дайк — «Мері Поппінс» за роль Берта                                    |                                                                          |
| 1965 | 22-га  | • Пітер Устинов — «Топкапі» за роль Артура Сімпсона                              |                                                                          |
| 1966 | 23-тя  |                                                                                  | • Лі Марвін — «Кет Баллу» за роль Кіда Шеліна / Тіма Строна              |
| 1966 | 23-тя  | • Альберто Сорді — «Повітряні пригоди» за роль графа Еміліо Понтічеллі           |                                                                          |
| 1966 | 23-тя  | • Джек Леммон — «Великі перегони» за роль професора Фейта                        |                                                                          |
| 1966 | 23-тя  | • Джеррі Льюїс — «Боїнг-Боїнг» за роль Роберта Ріда                              |                                                                          |
| 1966 | 23-тя  | • Джейсон Робардс — «Тисяча клоунів» за роль Мюррея Бернса                       |                                                                          |
| 1967 | 24-та  |                                                                                  | • Алан Аркін — «Руські йдуть! Руські йдуть!» за роль лейтенанта Розанова |
| 1967 | 24-та  | • Алан Бейтс — «Дівчина Джорджі» за роль Джоса Джоунса                           |                                                                          |
| 1967 | 24-та  | • Лайонел Джеффріс — «Шпигун з холодним носом» за роль Стенлі Фаркуара           |                                                                          |
| 1967 | 24-та  | • Майкл Кейн — «Гамбіт» за роль Гаррі Трістана Діна                              |                                                                          |
| 1967 | 24-та  | • Волтер Меттау — «Азарт удачі» за роль Віллі Гінгріча                           |                                                                          |
| 1968 | 25-та  |                                                                                  | • Річард Гарріс — «Камелот» за роль короля Артура                        |
| 1968 | 25-та  | • Рекс Гаррісон — «Доктор Дуліттл» за роль доктора Джона Дуліттла                |                                                                          |
| 1968 | 25-та  | • Річард Бартон — «Приборкання непокірної» за роль Петруччо                      |                                                                          |
| 1968 | 25-та  | • Уго Тоньяцці — «Аморальний» за роль Серджо Мазіні                              |                                                                          |
| 1968 | 25-та  | • Дастін Гоффман — «Випускник» за роль Бена Бреддока                             |                                                                          |
| 1969 | 26-та  |                                                                                  | • Рон Муді — «Олівер!» за роль Феджіна                                   |
| 1969 | 26-та  | • Джек Леммон — «Дивна парочка» за роль Фелікса Унгара                           |                                                                          |
| 1969 | 26-та  | • Фред Астер — «Веселка Фініана» за роль Фініана Маклонергана                    |                                                                          |
| 1969 | 26-та  | • Зеро Мостел — «Продюсери» за роль Макса Біалістока                             |                                                                          |
| 1969 | 26-та  | • Волтер Меттау — «Дивна парочка» за роль Оскара Медісона                        |                                                                          |

## 1970—1979
| Рік  | Премія | Світлини переможців                                                           | Переможці та номінанти                                                  | Переможці та номінанти                                                  |                                                                         |
| ---- | ------ | ----------------------------------------------------------------------------- | ----------------------------------------------------------------------- | ----------------------------------------------------------------------- | ----------------------------------------------------------------------- |
| 1970 | 27-ма  |                                                                               | • Пітер О'Тул — «До побачення, містер Чіпс» за роль Артура Чіппінга     | • Пітер О'Тул — «До побачення, містер Чіпс» за роль Артура Чіппінга     | • Пітер О'Тул — «До побачення, містер Чіпс» за роль Артура Чіппінга     |
| 1970 | 27-ма  | • Стів Макквін — «Злодії» за роль Буна Гогганбека                             |                                                                         |                                                                         |                                                                         |
| 1970 | 27-ма  | • Ентоні Квінн — «Таємниця Санта-Вітторії» за роль Італо Бомболіні            |                                                                         |                                                                         |                                                                         |
| 1970 | 27-ма  | • Дастін Гоффман — «Джон і Мері» за роль Джона                                |                                                                         |                                                                         |                                                                         |
| 1970 | 27-ма  | • Лі Марвін — «Пофарбуй свій фургон» за роль Бена Рамсона                     |                                                                         |                                                                         |                                                                         |
| 1971 | 28-ма  |                                                                               | • Альберт Фінні — «Скрудж» за роль Ебенезера Скруджа                    | • Альберт Фінні — «Скрудж» за роль Ебенезера Скруджа                    | • Альберт Фінні — «Скрудж» за роль Ебенезера Скруджа                    |
| 1971 | 28-ма  | • Джек Леммон — «Приїжджі» за роль Джорджа Келлермана                         |                                                                         |                                                                         |                                                                         |
| 1971 | 28-ма  | • Річард Бенджамін — «Щоденник безумної домогосподарки» за роль Джона Болсера |                                                                         |                                                                         |                                                                         |
| 1971 | 28-ма  | • Елліотт Гулд — «Військово-польовий госпіталь» за роль Джона Макінтайра      |                                                                         |                                                                         |                                                                         |
| 1971 | 28-ма  | • Дональд Сазерленд — «Військово-польовий госпіталь» за роль Бенджаміна Пірса |                                                                         |                                                                         |                                                                         |
| 1972 | 29-та  |                                                                               | • Хаїм Тополь — «Скрипаль на даху» за роль Теві                         | • Хаїм Тополь — «Скрипаль на даху» за роль Теві                         | • Хаїм Тополь — «Скрипаль на даху» за роль Теві                         |
| 1972 | 29-та  | • Волтер Меттау — «Котч» за роль Джозефа Котчера                              |                                                                         |                                                                         |                                                                         |
| 1972 | 29-та  | • Бад Корт — «Гарольд і Мод» за роль Гарольда Чейзена                         |                                                                         |                                                                         |                                                                         |
| 1972 | 29-та  | • Дін Джоунс — «Качка за мільйон доларів» за роль профессора Дулі             |                                                                         |                                                                         |                                                                         |
| 1972 | 29-та  | • Джин Вайлдер — «Віллі Вонка і шоколадна фабрика» за роль Віллі Вонки        |                                                                         |                                                                         |                                                                         |
| 1973 | 30-та  |                                                                               | • Джек Леммон — «Аванті!» за роль Венделла Армбрустера                  | • Джек Леммон — «Аванті!» за роль Венделла Армбрустера                  | • Джек Леммон — «Аванті!» за роль Венделла Армбрустера                  |
| 1973 | 30-та  | • Пітер О'Тул — «Людина з Ла Манчі» за роль Мігеля Сервантеса / Дона Кихота   |                                                                         |                                                                         |                                                                         |
| 1973 | 30-та  | • Волтер Меттау — «Піт і Тіллі» за роль Піта                                  |                                                                         |                                                                         |                                                                         |
| 1973 | 30-та  | • Едвард Альберт — «Метелики вільні» за роль Дона Бейкера                     |                                                                         |                                                                         |                                                                         |
| 1973 | 30-та  | • Чарлз Гродін — «Той, що розбиває серця» за роль Ленні Кантроу               |                                                                         |                                                                         |                                                                         |
| 1974 | 31-ша  |                                                                               | • Джордж Сігал — «З шиком» за роль Стіва Блекберна                      | • Джордж Сігал — «З шиком» за роль Стіва Блекберна                      | • Джордж Сігал — «З шиком» за роль Стіва Блекберна                      |
| 1974 | 31-ша  | • Тед Нілі — «Ісус Христос — суперзірка» за роль Ісуса Христа                 |                                                                         |                                                                         |                                                                         |
| 1974 | 31-ша  | • Карл Андерсон — «Ісус Христос — суперзірка» за роль Юди Іскаріота           |                                                                         |                                                                         |                                                                         |
| 1974 | 31-ша  | • Річард Дрейфус — «Американські графіті» за роль Курта Гендерсона            |                                                                         |                                                                         |                                                                         |
| 1974 | 31-ша  | • Раян О'Ніл — «Паперовий місяць» за роль Мозеса Прея                         |                                                                         |                                                                         |                                                                         |
| 1975 | 32-га  |                                                                               | • Арт Карні — «Гаррі і Тонто» за роль Гаррі Кумбса                      | • Арт Карні — «Гаррі і Тонто» за роль Гаррі Кумбса                      | • Арт Карні — «Гаррі і Тонто» за роль Гаррі Кумбса                      |
| 1975 | 32-га  | • Волтер Меттау — «Перша шпальта» за роль Волтера Бернса                      |                                                                         |                                                                         |                                                                         |
| 1975 | 32-га  | • Берт Рейнольдс — «Найдовший ярд» за роль Пола Крю                           |                                                                         |                                                                         |                                                                         |
| 1975 | 32-га  | • Джек Леммон — «Перша шпальта» за роль Гілді Джонсона                        |                                                                         |                                                                         |                                                                         |
| 1975 | 32-га  | • Джеймс Ерл Джонс — «Клодін» за роль Руперта Маршалла                        |                                                                         |                                                                         |                                                                         |
| 1976 | 33-тя  |                                                                               | • Волтер Меттау — «Сонячні хлопчики» за роль Віллі Кларка               |                                                                         |                                                                         |
| 1976 | 33-тя  | • Джордж Бернс — «Сонячні хлопчики» за роль Ела Льюїса                        |                                                                         |                                                                         |                                                                         |
| 1976 | 33-тя  | • Воррен Бітті — «Шампунь» за роль Джорджа Раунді                             |                                                                         |                                                                         |                                                                         |
| 1976 | 33-тя  | • Пітер Селлерс — «Повернення Рожевої Пантери» за роль Клузо                  |                                                                         |                                                                         |                                                                         |
| 1976 | 33-тя  | • Джеймс Каан — «Смішна леді» за роль Біллі Роуза                             |                                                                         |                                                                         |                                                                         |
| 1977 | 34-та  |                                                                               | • Кріс Крістофферсон — «Народження зірки» за роль Джона Нормана Говарда | • Кріс Крістофферсон — «Народження зірки» за роль Джона Нормана Говарда | • Кріс Крістофферсон — «Народження зірки» за роль Джона Нормана Говарда |
| 1977 | 34-та  | • Пітер Селлерс — «Рожева Пантера завдає удар у відповідь» за роль Клузо      |                                                                         |                                                                         |                                                                         |
| 1977 | 34-та  | • Мел Брукс — «Німе кіно» за роль Мела Фанна                                  |                                                                         |                                                                         |                                                                         |
| 1977 | 34-та  | • Джек Вестон — «Ріц» за роль Гаєтано Прокло                                  |                                                                         |                                                                         |                                                                         |
| 1977 | 34-та  | • Джин Вайлдер — «Срібна стріла» за роль Джорджа Колдуелла                    |                                                                         |                                                                         |                                                                         |
| 1978 | 35-та  |                                                                               | • Річард Дрейфус — «До побачення, люба» за роль Елліота Гарфілда        | • Річард Дрейфус — «До побачення, люба» за роль Елліота Гарфілда        | • Річард Дрейфус — «До побачення, люба» за роль Елліота Гарфілда        |
| 1978 | 35-та  | • Вуді Аллен — «Енні Голл» за роль Елві Сінгера                               |                                                                         |                                                                         |                                                                         |
| 1978 | 35-та  | • Мел Брукс — «Страх висоти» за роль доктора Річарда Торндайка                |                                                                         |                                                                         |                                                                         |
| 1978 | 35-та  | • Джон Траволта — «Лихоманка суботнього вечора» за роль Тоні Манеро           |                                                                         |                                                                         |                                                                         |
| 1978 | 35-та  | • Роберт Де Ніро — «Нью-Йорк, Нью-Йорк» за роль Джиммі Дойла                  |                                                                         |                                                                         |                                                                         |
| 1979 | 36-та  |                                                                               | • Воррен Бітті — «Небеса можуть почекати» за роль Джо Пендлтона         | • Воррен Бітті — «Небеса можуть почекати» за роль Джо Пендлтона         | • Воррен Бітті — «Небеса можуть почекати» за роль Джо Пендлтона         |
| 1979 | 36-та  | • Джордж К. Скотт — «Фільм, фільм» за роль Главса Меллоя / Спетса Бакстера    |                                                                         |                                                                         |                                                                         |
| 1979 | 36-та  | • Алан Алда — «Цей же час, наступного року» за роль Джорджа                   |                                                                         |                                                                         |                                                                         |
| 1979 | 36-та  | • Гері Б'юзі — «Історія Бадді Голлі» за роль Бадді Голлі                      |                                                                         |                                                                         |                                                                         |
| 1979 | 36-та  | • Чеві Чейз — «Брудна гра» за роль детектива Тоні Карлсона                    |                                                                         |                                                                         |                                                                         |
| 1979 | 36-та  | • Джон Траволта — «Бріолін» за роль Денні Зуко                                |                                                                         |                                                                         |                                                                         |

## 1980—1989
| 1980 | 37-ма |                                                                                  | • Пітер Селлерс — «Будучи там» за роль Ченза                         | • Пітер Селлерс — «Будучи там» за роль Ченза | • Пітер Селлерс — «Будучи там» за роль Ченза |
| 1980 | 37-ма | • Дадлі Мур — «Десятка» за роль Джорджа Вебера                                   |                                                                      |                                              |                                              |
| 1980 | 37-ма | • Берт Рейнольдс — «Почати спочатку» за роль Філа Поттера                        |                                                                      |                                              |                                              |
| 1980 | 37-ма | • Рой Шайдер — «Весь цей джаз» за роль Джо Гідеона                               |                                                                      |                                              |                                              |
| 1980 | 37-ма | • Джордж Гамільтон — «Кохання з першого укусу» за роль графа Дракули             |                                                                      |                                              |                                              |
| 1981 | 38-ма |                                                                                  | • Рей Шаркі — «Творець кумирів» за роль Вінсента Вакаррі             |                                              |                                              |
| 1981 | 38-ма | • Ніл Даймонд — «Співак джазу» за роль Джесса Робіна                             |                                                                      |                                              |                                              |
| 1981 | 38-ма | • Волтер Меттау — «Гра в класики» за роль Майлза Кендіга                         |                                                                      |                                              |                                              |
| 1981 | 38-ма | • Томмі Лі Джонс — «Донька шахтаря» за роль Дуліттла Лінна                       |                                                                      |                                              |                                              |
| 1981 | 38-ма | • Пол Ле Мет — «Мелвін і Говард» за роль Мелвіна                                 |                                                                      |                                              |                                              |
| 1982 | 39-та |                                                                                  | • Дадлі Мур — «Артур» за роль Артура Баха                            |                                              |                                              |
| 1982 | 39-та | • Джордж Гамільтон — «Зорро, блакитний клинок» за роль Рамона де ла Веги / Зорро |                                                                      |                                              |                                              |
| 1982 | 39-та | • Алан Алда — «Пори року» за роль Джека Барроу                                   |                                                                      |                                              |                                              |
| 1982 | 39-та | • Волтер Меттау — «Перший понеділок жовтня» за роль Дениела Сноу                 |                                                                      |                                              |                                              |
| 1982 | 39-та | • Стів Мартін — «Гроші з неба» за роль Артура Паркера                            |                                                                      |                                              |                                              |
| 1983 | 40-ва |                                                                                  | • Дастін Гоффман — «Тутсі» за роль Майкла Дорсі/Дороті Майклз        |                                              |                                              |
| 1983 | 40-ва | • Аль Пачіно — «Автора! Автора!» за роль Айвена Травальяна                       |                                                                      |                                              |                                              |
| 1983 | 40-ва | • Пітер О'Тул — «Мій найкращий рік» за роль Алана Суонна                         |                                                                      |                                              |                                              |
| 1983 | 40-ва | • Роберт Престон — «Віктор Вікторія» за роль Керола Тодда                        |                                                                      |                                              |                                              |
| 1983 | 40-ва | • Генрі Вінклер — «Нічна зміна» за роль Чака                                     |                                                                      |                                              |                                              |
| 1984 | 41-ша |                                                                                  | • Майкл Кейн — «Виховання Ріти» за роль Френка Брайанта              |                                              |                                              |
| 1984 | 41-ша | • Том Круз — «Ризикований бізнес» за роль Джоела Гудсена                         |                                                                      |                                              |                                              |
| 1984 | 41-ша | • Вуді Аллен — «Зеліг» за роль Леонарда Зеліга                                   |                                                                      |                                              |                                              |
| 1984 | 41-ша | • Едді Мерфі — «Помінятися місцями» за роль Біллі Рея Валентайна                 |                                                                      |                                              |                                              |
| 1984 | 41-ша | • Менді Патінкін — «Йєнтл» за роль Авігдора                                      |                                                                      |                                              |                                              |
| 1985 | 42-га |                                                                                  | • Дадлі Мур — «Міккі і Мод» за роль Роба Селінджера                  |                                              |                                              |
| 1985 | 42-га | • Едді Мерфі — «Поліцейський з Беверлі-Хіллз» за роль Акселя Фоулі               |                                                                      |                                              |                                              |
| 1985 | 42-га | • Стів Мартін — «Весь я» за роль Роджера Кобба                                   |                                                                      |                                              |                                              |
| 1985 | 42-га | • Білл Мюррей — «Мисливці за привидами» за роль Пітера Венкмана                  |                                                                      |                                              |                                              |
| 1985 | 42-га | • Робін Вільямс — «Москва на Гудзоні» за роль Володимира Іванова                 |                                                                      |                                              |                                              |
| 1986 | 43-тя |                                                                                  | • Джек Ніколсон — «Честь сім'ї Пріцці» за роль Чарлі Партанні        |                                              |                                              |
| 1986 | 43-тя | • Гріффін Данн — «Позаурочний час» за роль Пола Геккетта                         |                                                                      |                                              |                                              |
| 1986 | 43-тя | • Джефф Деніелс — «Пурпурова троянда Каїру» за роль Тома Бакстера                |                                                                      |                                              |                                              |
| 1986 | 43-тя | • Майкл Дж. Фокс — «Назад в майбутнє» за роль Марті Макфлая                      |                                                                      |                                              |                                              |
| 1986 | 43-тя | • Джеймс Гарнер — «Кохання Мерфі» за роль Мерфі Джоунса                          |                                                                      |                                              |                                              |
| 1987 | 44-та |                                                                                  | • Пол Гоґан — «Крокодил Данді» за роль Міка «Крокодила» Данді        |                                              |                                              |
| 1987 | 44-та | • Джек Леммон — «Це життя!» за роль Гарві Фійрчайлда                             |                                                                      |                                              |                                              |
| 1987 | 44-та | • Джефф Деніелс — «Дика штучка» за роль Чарльза Дріггса                          |                                                                      |                                              |                                              |
| 1987 | 44-та | • Денні Де Віто — «Безжальні люди» за роль Сема Стоуна                           |                                                                      |                                              |                                              |
| 1987 | 44-та | • Метью Бродерік — «Вихідний день Ферріса Бюллера» за роль Ферріса Бьюллера      |                                                                      |                                              |                                              |
| 1988 | 45-та |                                                                                  | • Робін Вільямс — «Доброго ранку, В'єтнам» за роль Едріана Кронауера |                                              |                                              |
| 1988 | 45-та | • Ніколас Кейдж — «Влада місяця» за роль Ронні Каммарері                         |                                                                      |                                              |                                              |
| 1988 | 45-та | • Денні Де Віто — «Скинь маму з поїзда» за роль Оуена Ліфта                      |                                                                      |                                              |                                              |
| 1988 | 45-та | • Патрік Свейзі — «Брудні танці» за роль Джонні Касла                            |                                                                      |                                              |                                              |
| 1988 | 45-та | • Стів Мартін — «Роксана» за роль Сі Ді Бейлза                                   |                                                                      |                                              |                                              |
| 1988 | 45-та | • Вільям Герт — «Теленовини» за роль Тома Груніка                                |                                                                      |                                              |                                              |
| 1989 | 46-та |                                                                                  | • Том Генкс — «Великий» за роль Джошуа Баскіна                       |                                              |                                              |
| 1989 | 46-та | • Майкл Кейн — «Відчайдушні шахраї» за роль Лоуренса Джеймісона                  |                                                                      |                                              |                                              |
| 1989 | 46-та | • Роберт Де Ніро — «Встигнути до опівночі» за роль Джека Волша                   |                                                                      |                                              |                                              |
| 1989 | 46-та | • Боб Госкінс — «Хто підставив кролика Роджера» за роль Едді Валіанта            |                                                                      |                                              |                                              |
| 1989 | 46-та | • Джон Кліз — «Рибка на ім'я Ванда» за роль Арчі Ліча                            |                                                                      |                                              |                                              |

## 1990—1999
| Рік  | Премія | Світлини переможців                                                                | Переможці та номінанти                                                       |
| ---- | ------ | ---------------------------------------------------------------------------------- | ---------------------------------------------------------------------------- |
| 1990 | 47-ма  |                                                                                    | • Морган Фрімен — «Шофер міс Дейзі» за роль Хоука Колберна                   |
| 1990 | 47-ма  | • Біллі Крістал — «Коли Гаррі зустрів Саллі» за роль Гаррі Бернса                  |                                                                              |
| 1990 | 47-ма  | • Майкл Дуглас — «Війна подружжя Роуз» за роль Олівера Роуза                       |                                                                              |
| 1990 | 47-ма  | • Стів Мартін — «Батьківство» за роль Джила Бакмена                                |                                                                              |
| 1990 | 47-ма  | • Джек Ніколсон — «Бетмен» за роль Джокера                                         |                                                                              |
| 1991 | 48-ма  |                                                                                    | • Жерар Депардьє — «Зелена картка» за роль Жоржа                             |
| 1991 | 48-ма  | • Маколей Калкін — «Один дома» за роль Кевіна Маккалістера                         |                                                                              |
| 1991 | 48-ма  | • Джонні Депп — «Едвард Руки-ножиці» за роль Едварда                               |                                                                              |
| 1991 | 48-ма  | • Річард Гір — «Красуня» за роль Едварда Льюїса                                    |                                                                              |
| 1991 | 48-ма  | • Патрік Свейзі — «Привид» за роль Сема Віта                                       |                                                                              |
| 1992 | 49-та  |                                                                                    | • Робін Вільямс — «Король-рибалка» за роль Перрі                             |
| 1992 | 49-та  | • Джефф Бріджес — «Король-рибалка» за роль Джека Лукаса                            |                                                                              |
| 1992 | 49-та  | • Біллі Крістал — «Міські піжони» за роль Мітча Роббінса                           |                                                                              |
| 1992 | 49-та  | • Дастін Гоффман — «Капітан Гак» за роль капітана Гака                             |                                                                              |
| 1992 | 49-та  | • Кевін Клайн — «Велика піна» за роль Джеффрі Андерсона / доктора Рода Рендалла    |                                                                              |
| 1993 | 50-та  |                                                                                    | • Тім Роббінс — «Гравець» за роль Гріффіна Данна                             |
| 1993 | 50-та  | • Тім Роббінс — «Боб Робертс» за роль Боба Робертса                                |                                                                              |
| 1993 | 50-та  | • Ніколас Кейдж — «Медовий місяць у Лас-Вегасі» за роль Джека Сінгера              |                                                                              |
| 1993 | 50-та  | • Біллі Крістал — «Містер суботній вечір» за роль Бадді Янга-молодшого             |                                                                              |
| 1993 | 50-та  | • Марчелло Мастроянні — «Друге дихання» за роль Джо Меледандрі                     |                                                                              |
| 1994 | 51-ша  |                                                                                    | • Робін Вільямс — «Місіс Даутфайр» за роль Деніела Гілларда / місіс Даутфайр |
| 1994 | 51-ша  | • Джонні Депп — «Бенні і Джун» за роль Сема                                        |                                                                              |
| 1994 | 51-ша  | • Том Генкс — «Несплячі в Сієтлі» за роль Сема Болдуїна                            |                                                                              |
| 1994 | 51-ша  | • Кевін Клайн — «Дейв» за роль Дейва Ковіка/Білла Мітчелла                         |                                                                              |
| 1994 | 51-ша  | • Колм Міні — «Спритна» за роль Деззі Керлі                                        |                                                                              |
| 1995 | 52-га  |                                                                                    | • Г'ю Грант — «Чотири весілля і похорон» за роль Чарльза                     |
| 1995 | 52-га  | • Джим Керрі — «Маска» за роль Стенлі Іпкіса/Маски                                 |                                                                              |
| 1995 | 52-га  | • Джонні Депп — «Ед Вуд» за роль Едварда Вуда                                      |                                                                              |
| 1995 | 52-га  | • Арнольд Шварценеггер — «Джуніор» за роль Алекса Гесса                            |                                                                              |
| 1995 | 52-га  | • Теренс Стемп — «Пригоди Прісцилли, королеви пустелі» за роль Ральфа / Бернадет   |                                                                              |
| 1996 | 53-тя  |                                                                                    | • Джон Траволта — «Дістати коротуна» за роль Чілі Палмера                    |
| 1996 | 53-тя  | • Майкл Дуглас — «Американський президент» за роль Ендрю Шепарда                   |                                                                              |
| 1996 | 53-тя  | • Гаррісон Форд — «Сабріна» за роль Лайнуса                                        |                                                                              |
| 1996 | 53-тя  | • Стів Мартін — «Батько нареченої 2» за роль Джорджа Бенкса                        |                                                                              |
| 1996 | 53-тя  | • Патрік Свейзі — «Вонгу Фе, з вдячністю за усе! Джулі Ньюмар» за роль Види Богеми |                                                                              |
| 1997 | 54-та  |                                                                                    | • Том Круз — «Джеррі Магуайер» за роль Джеррі Магуайера                      |
| 1997 | 54-та  | • Антоніо Бандерас — «Евіта» за роль Че                                            |                                                                              |
| 1997 | 54-та  | • Кевін Костнер — «Бляшаний кубок» за роль Роя Макевоя                             |                                                                              |
| 1997 | 54-та  | • Натан Лейн — «Клітка для пташок» за роль Альберта Голдмана                       |                                                                              |
| 1997 | 54-та  | • Едді Мерфі — «Божевільний професор» за роль Шермана Клампа / Бадді Лава          |                                                                              |
| 1998 | 55-та  |                                                                                    | • Джек Ніколсон — «Краще не буває» за роль Мелвина Юдалла                    |
| 1998 | 55-та  | • Джим Керрі — «Брехун, брехун» за роль Флетчера Ріда                              |                                                                              |
| 1998 | 55-та  | • Дастін Гоффман — «Хвіст виляє собакою» за роль Стенлі Моттса                     |                                                                              |
| 1998 | 55-та  | • Кевін Клайн — «Вхід та вихід» за роль Говарда Бреккета                           |                                                                              |
| 1998 | 55-та  | • Семюел Л. Джексон — «Джекі Браун» за роль Орделла Роббі                          |                                                                              |
| 1999 | 56-та  |                                                                                    | • Майкл Кейн — «Голосок» за роль Рея Сея                                     |
| 1999 | 56-та  | • Воррен Бітті — «Булворт» за роль Джея Буллінгтона Булворта                       |                                                                              |
| 1999 | 56-та  | • Антоніо Бандерас — «Маска Зорро» за роль Алехандро Мурьетти / Зорро              |                                                                              |
| 1999 | 56-та  | • Джон Траволта — «Основні кольори» за роль Джека Стентона                         |                                                                              |
| 1999 | 56-та  | • Робін Вільямс — «Цілитель Адамс» за роль Петча Адамса                            |                                                                              |

## 2000—2009
| Рік  | Премія | Світлини переможців                                                           | Переможці та номінанти                                                |
| ---- | ------ | ----------------------------------------------------------------------------- | --------------------------------------------------------------------- |
| 2000 | 57-ма  |                                                                               | • Джим Керрі — «Людина на Місяці» за роль Енді Кауфмана               |
| 2000 | 57-ма  | • Роберт де Ніро — «Аналізуючи це» за роль Пола Вітті                         |                                                                       |
| 2000 | 57-ма  | • Г'ю Ґрант — «Ноттінг Гілл» за роль Вільяма Такера                           |                                                                       |
| 2000 | 57-ма  | • Шон Пенн — «Приємний та мерзенний» за роль Геммета Рея                      |                                                                       |
| 2000 | 57-ма  | • Руперт Еверетт — «Ідеальний чоловік» за роль лорда Артура Горінга           |                                                                       |
| 2001 | 58-ма  |                                                                               | • Джордж Клуні — «О, де ж ти, брате?» за роль Уліса Еверетта Макгілла |
| 2001 | 58-ма  | • Джим Керрі — «Як Ґрінч украв Різдво» за роль Грінча                         |                                                                       |
| 2001 | 58-ма  | • Джон К'юсак — «Фанатик» за роль Роба Гордона                                |                                                                       |
| 2001 | 58-ма  | • Роберт Де Ніро — «Знайомство з батьками» за роль Джека Бірнса               |                                                                       |
| 2001 | 58-ма  | • Мел Гібсон — «Чого хочуть жінки» за роль Ніка Маршалла                      |                                                                       |
| 2002 | 59-та  |                                                                               | • Джин Гекмен — «Сімейка Тененбаум» за роль Рояла Тененбаума          |
| 2002 | 59-та  | • Г'ю Джекмен — «Кейт і Лео» за роль Леопольда                                |                                                                       |
| 2002 | 59-та  | • Юен Макгрегор — «Мулен Руж!» за роль Крістіана                              |                                                                       |
| 2002 | 59-та  | • Джон Кемерон Мітчелл — «Хедвіг і злощасний дюйм» за роль Хедвіга            |                                                                       |
| 2002 | 59-та  | • Біллі Боб Торнтон — «Бандити» за роль Терри Ли Коллінза                     |                                                                       |
| 2003 | 60-та  |                                                                               | • Річард Гір — «Чикаго» за роль Біллі Флінна                          |
| 2003 | 60-та  | • Ніколас Кейдж — «Адаптація» за роль Чарлі Кауфмана / Дональда Кауфмана      |                                                                       |
| 2003 | 60-та  | • Кіран Калкін — «Ігбі йде на дно» за роль Джейсона «Ігбі» Слокамба-молодшого |                                                                       |
| 2003 | 60-та  | • Г'ю Грант — «Мій хлопчик» за роль Вілла                                     |                                                                       |
| 2003 | 60-та  | • Адам Сендлер — «Любов, що збиває з ніг» за роль Баррі Ігана                 |                                                                       |
| 2004 | 61-ша  |                                                                               | • Білл Мюррей — «Труднощі перекладу» за роль Боба Харриса             |
| 2004 | 61-ша  | • Джек Блек — «Школа року» за роль Дьюі Фінна                                 |                                                                       |
| 2004 | 61-ша  | • Джонні Депп — «Прокляття «Чорної перлини» за роль Джека Горобця             |                                                                       |
| 2004 | 61-ша  | • Біллі Боб Торнтон — «Поганий Санта» за роль Віллі                           |                                                                       |
| 2004 | 61-ша  | • Джек Ніколсон — «Щось та віддаси» за роль Гаррі Сенборна                    |                                                                       |
| 2005 | 62-га  |                                                                               | • Джеймі Фокс — «Рей» за роль Рея Чарльза                             |
| 2005 | 62-га  | • Джим Керрі — «Вічне сяйво чистого розуму» за роль Джоела Беріша             |                                                                       |
| 2005 | 62-га  | • Пол Джаматті — «На узбіччі» за роль Майлза                                  |                                                                       |
| 2005 | 62-га  | • Кевін Клайн — «Улюбленець» за роль Коула Портера                            |                                                                       |
| 2005 | 62-га  | • Кевін Спейсі — «Біля моря» за роль Боббі Даріна                             |                                                                       |
| 2006 | 63-тя  |                                                                               | • Хоакін Фенікс — «Переступити межу» за роль Джонні Кеша              |
| 2006 | 63-тя  | • Пірс Броснан — «Матадор» за роль Джуліана Нобла                             |                                                                       |
| 2006 | 63-тя  | • Джефф Деніелс — «Кальмар і кит» за роль Бернарда Беркмана                   |                                                                       |
| 2006 | 63-тя  | • Джонні Депп — «Чарлі і шоколадна фабрика» за роль Віллі Вонки               |                                                                       |
| 2006 | 63-тя  | • Натан Лейн — «Продюсери» за роль Макса Біалістока                           |                                                                       |
| 2006 | 63-тя  | • Кілліан Мерфі — «Сніданок на Плутоні» за роль Патріка «Кошеняти» Брейдена   |                                                                       |
| 2007 | 64-та  |                                                                               | • Саша Барон Коен — «Борат» за роль Бората Сагдієва                   |
| 2007 | 64-та  | • Джонні Депп — «Пірати Карибського моря: Скриня мерця» за роль Джека Горобця |                                                                       |
| 2007 | 64-та  | • Аарон Екхарт — «Дякую вам за паління» за роль Ніка Нейлора                  |                                                                       |
| 2007 | 64-та  | • Вілл Ферелл — «Персонаж» за роль Гарольда Кріка                             |                                                                       |
| 2007 | 64-та  | • Чіветел Еджіофор — «Чумові боти» за роль Лоли                               |                                                                       |
| 2008 | 65-та  |                                                                               | • Джонні Депп — «Свіні Тодд» за роль Свіні Тодда                      |
| 2008 | 65-та  | • Том Генкс — «Війна Чарлі Вілсона» за роль Чарлі Вілсона                     |                                                                       |
| 2008 | 65-та  | • Філіп Сеймур Гоффман — «Дикуни» за роль Джона Севіджа                       |                                                                       |
| 2008 | 65-та  | • Джон Рейлі — «Злети і падіння: Історія Дьюї Кокса» за роль Дьюї Кокса       |                                                                       |
| 2008 | 65-та  | • Раян Гослінг — «Ларс і справжня дівчина» за роль Ларса Ліндстрома           |                                                                       |
| 2009 | 66-та  |                                                                               | • Колін Фаррелл — «Залягти на дно в Брюгге» за роль Рея               |
| 2009 | 66-та  | • Брендан Глісон — «Залягти на дно в Брюгге» за роль Кена                     |                                                                       |
| 2009 | 66-та  | • Джеймс Франко — «Ананасовий експрес» за роль Сола Сілвера                   |                                                                       |
| 2009 | 66-та  | • Хав'єр Бардем — «Вікі Крістіна Барселона» за роль Хуана Антоніо Гонзало     |                                                                       |
| 2009 | 66-та  | • Дастін Гоффман — «Останній шанс Гарві» за роль Гарві Шайна                  |                                                                       |

## 2010—2019
| Рік  | Премія | Світлини переможців                                                   | Переможці та номінанти                                               |
| ---- | ------ | --------------------------------------------------------------------- | -------------------------------------------------------------------- |
| 2010 | 67-ма  |                                                                       | • Роберт Дауні-молодший — «Шерлок Холмс» за роль Шерлока Холмса      |
| 2010 | 67-ма  | • Майкл Сталберг — «Серйозна людина» за роль Ларрі Гопніка            |                                                                      |
| 2010 | 67-ма  | • Джозеф Гордон-Левітт — «500 днів літа» за роль Томаса Генсона       |                                                                      |
| 2010 | 67-ма  | • Деніел Дей-Льюіс — «Дев'ять» за роль Гвідо Контіні                  |                                                                      |
| 2010 | 67-ма  | • Метт Деймон — «Інформатор» за роль Марка Вітекра                    |                                                                      |
| 2011 | 68-ма  |                                                                       | • Пол Джаматті — «За версією Барні» за роль Барні Панофскі           |
| 2011 | 68-ма  | • Джонні Депп — «Аліса у Дивокраї» за роль Божевільного Капелюшника   |                                                                      |
| 2011 | 68-ма  | • Джонні Депп — «Турист» за роль Френка Тапело/Александра Пірса       |                                                                      |
| 2011 | 68-ма  | • Джейк Джилленгол — «Кохання та інші ліки» за роль Джеймі Рендалла   |                                                                      |
| 2011 | 68-ма  | • Кевін Спейсі — «Казино Джек» за роль Джека Абрамоффа                |                                                                      |
| 2012 | 69-та  |                                                                       | • Жан Дюжарден — «Артист» за роль Джорджа Валентіна                  |
| 2012 | 69-та  | • Брендан Глісон — «Ірландець» за Джеррі Бойла                        |                                                                      |
| 2012 | 69-та  | • Джозеф Гордон-Левітт — «50/50» за роль Адама Лернера                |                                                                      |
| 2012 | 69-та  | • Раян Гослінг — «Це безглузде кохання» за роль Джейкоба Палмера      |                                                                      |
| 2012 | 69-та  | • Оуен Вілсон — «Опівночі в Парижі» за роль Гіла Пендера              |                                                                      |
| 2013 | 70-та  |                                                                       | • Г'ю Джекмен — «Знедолені» за роль Жана Вальжана                    |
| 2013 | 70-та  | • Джек Блек — «Берні» за роль Берні Тиде                              |                                                                      |
| 2013 | 70-та  | • Бредлі Купер — «Мій хлопець — псих» за роль Пета Солітано           |                                                                      |
| 2013 | 70-та  | • Юен Макгрегор — «Риба моєї мрії» за роль доктора Альфреда Джонса    |                                                                      |
| 2013 | 70-та  | • Білл Мюррей — «Гайд-Парк на Гудзоні» за роль Франкліна Д. Рузвельта |                                                                      |
| 2014 | 71-ша  |                                                                       | • Леонардо Ді Капріо — «Вовк з Волл-стріт» за роль Джордана Белфорта |
| 2014 | 71-ша  | • Крістіан Бейл — «Американська афера» за роль Ірвінга Розенфельда    |                                                                      |
| 2014 | 71-ша  | • Брюс Дерн — «Небраска» за роль Вуді Гранта                          |                                                                      |
| 2014 | 71-ша  | • Оскар Айзек — «Всередині Л'юіна Девіса» за роль Л'юіна Девіса       |                                                                      |
| 2014 | 71-ша  | • Хоакін Фенікс — «Вона» за роль Теодора Туомблі                      |                                                                      |
| 2015 | 72-га  |                                                                       | • Майкл Кітон — «Бердмен» за роль Ріггана Томсона / Бердмена         |
| 2015 | 72-га  | • Рейф Файнс — «Готель Гранд Будапешт» за роль месьє Густава          |                                                                      |
| 2015 | 72-га  | • Крістоф Вальц — «Великі очі» за роль Волтера Кіна                   |                                                                      |
| 2015 | 72-га  | • Білл Мюррей — «Святий Вінсент» за роль Вінсента Маккена             |                                                                      |
| 2015 | 72-га  | • Хоакін Фенікс — «Вроджена вада» за роль Ларрі «Дока» Спортелло      |                                                                      |
| 2016 | 73-тя  |                                                                       | • Метт Деймон — «Марсіянин» за роль Марка Вотні                      |
| 2016 | 73-тя  | • Крістіан Бейл — «Гра на пониження» за роль Майкла Баррі             |                                                                      |
| 2016 | 73-тя  | • Стів Керелл — «Гра на пониження» за роль Марка Баума                |                                                                      |
| 2016 | 73-тя  | • Аль Пачіно — «Денні Коллінз» за роль Денні Коллінза                 |                                                                      |
| 2016 | 73-тя  | • Марк Руффало — «Нескінченно білий ведмідь» за роль Кема Стюарта     |                                                                      |
| 2017 | 74-та  |                                                                       | • Раян Гослінг — «Ла-Ла Ленд» за роль Себастьяна Вайлдера            |
| 2017 | 74-та  | • Джона Гілл — «Хлопці зі стволами» за роль Ефраїма Діверолі          |                                                                      |
| 2017 | 74-та  | • Г'ю Грант — «Флоренс Фостер Дженкінс» за роль Сейнт-Клера Бейфілда  |                                                                      |
| 2017 | 74-та  | • Раян Рейнольдс — «Дедпул» за роль Вейда Вілсона / Дедпула           |                                                                      |
| 2017 | 74-та  | • Колін Фаррелл — «Лобстер» за роль Девіда Меттьюза                   |                                                                      |
| 2018 | 75-та  |                                                                       | • Джеймс Франко — «Горе-творець» за роль Томмі Вайзо                 |
| 2018 | 75-та  | • Г'ю Джекмен — «Найвеличніший шоумен» за роль Ф. Т. Барнума          |                                                                      |
| 2018 | 75-та  | • Енсел Елгорт — «На драйві» за роль «Малюка»                         |                                                                      |
| 2018 | 75-та  | • Деніел Калуя — «Пастка» за роль Кріса Вашингтона                    |                                                                      |
| 2018 | 75-та  | • Стів Керелл — «Битва статей» за роль Боббі Ріггса                   |                                                                      |
| 2019 | 76-та  |                                                                       | • Крістіан Бейл — «Влада» за роль Діка Чейні                         |
| 2019 | 76-та  | • Лін-Мануель Міранда — «Мері Поппінс повертається» за роль Джека     |                                                                      |
| 2019 | 76-та  | • Вігго Мортенсен — «Зелена книга» за роль Тоні Ліпа                  |                                                                      |
| 2019 | 76-та  | • Джон Рейлі — «Стен та Оллі» за роль Олівера Гарді                   |                                                                      |
| 2019 | 76-та  | • Роберт Редфорд — «Старий та пістолет» за роль Форреста Такера       |                                                                      |

## 2020—2029
| Рік  | Премія | Світлини переможців                                                     | Переможці та номінанти                                                |
| ---- | ------ | ----------------------------------------------------------------------- | --------------------------------------------------------------------- |
| 2020 | 77-ма  |                                                                         | • Тарон Еджертон — «Рокетмен» за роль Елтона Джона                    |
| 2020 | 77-ма  | • Деніел Крейг — «Ножі наголо» за роль Бенуа Бланка                     |                                                                       |
| 2020 | 77-ма  | • Роман Гріффін Девіс — «Кролик Джоджо» за роль Джоджо Бетслера         |                                                                       |
| 2020 | 77-ма  | • Леонардо Ді Капріо — «Одного разу в Голлівуді» за роль Ріка Далтона   |                                                                       |
| 2020 | 77-ма  | • Едді Мерфі — «Моє ім’я Долемайт» за роль Руді Рея Мура                |                                                                       |
| 2021 | 78-ма  |                                                                         | • Саша Барон Коен — «Борат 2» за роль Бората Саґдієва                 |
| 2021 | 78-ма  | • Джеймс Корден — «Випускний бал» за роль Баррі Глікмена                |                                                                       |
| 2021 | 78-ма  | • Лін-Мануель Міранда — «Гамільтон» за роль Александра Гамільтона       |                                                                       |
| 2021 | 78-ма  | • Дев Пател — «Історія Девіда Коперфілда» за роль Девіда Копперфілда    |                                                                       |
| 2021 | 78-ма  | • Енді Семберг — «Зависнути у Палм-Спрінгс» за роль Найлза              |                                                                       |
| 2022 | 79-та  |                                                                         | • Ендрю Гарфілд — «Тік-так, бум!» за роль Джонатана Ларсона           |
| 2022 | 79-та  | • Леонардо Ді Капріо — «Не дивіться вгору» за роль Рендалла Мінді       |                                                                       |
| 2022 | 79-та  | • Пітер Дінклейдж — «Сірано» за роль Сірано де Бержерака                |                                                                       |
| 2022 | 79-та  | • Купер Гоффман — «Лакрична піца» за роль Гері Валентайна               |                                                                       |
| 2022 | 79-та  | • Ентоні Рамос — «На висотах Нью-Йорка» за роль Уснаві де ла Веги       |                                                                       |
| 2023 | 80-та  |                                                                         | • Колін Фаррелл — «Банши Інішерина» за роль Патрикія                  |
| 2023 | 80-та  | • Дієго Кальва — «Вавилон» за роль Менні Торрес                         |                                                                       |
| 2023 | 80-та  | • Денієл Крейґ — «Ножі наголо 2» за роль Бенуа Бланка                   |                                                                       |
| 2023 | 80-та  | • Адам Драйвер — «Білий шум» за роль Джека Гледні                       |                                                                       |
| 2023 | 80-та  | • Рейф Файнз — «Меню» за роль Джуліана Словіка                          |                                                                       |
| 2024 | 81-ша  |                                                                         | • Пол Джаматті — «Залишені» за роль Пола Ханема                       |
| 2024 | 81-ша  | • Ніколас Кейдж — «Сценарій сну» за роль Пола Меттьюса                  |                                                                       |
| 2024 | 81-ша  | • Тімоті Шаламе — «Вонка» за роль Віллі Вонки                           |                                                                       |
| 2024 | 81-ша  | • Метт Деймон — «Air Jordan» за роль Сонні Ваккаро                      |                                                                       |
| 2024 | 81-ша  | • Хоакін Фенікс — «Бо боїться» за роль Бо                               |                                                                       |
| 2024 | 81-ша  | • Джеффрі Райт — «Американське чтиво» за роль Телоніуса «Монк» Еллісона |                                                                       |
| 2025 | 82-га  |                                                                         | • Себастіан Стен — «Інша людина» за роль Едвард Лемюеля та Гая Мораца |
| 2025 | 82-га  | • Джессі Айзенберг — «Справжній біль» за роль Девіда Каплана            |                                                                       |
| 2025 | 82-га  | • Г'ю Ґрант — «Єретик» за роль містера Ріда                             |                                                                       |
| 2025 | 82-га  | • Гебріел Лабелль — «Суботній вечір» за роль Лорна Майклса              |                                                                       |
| 2025 | 82-га  | • Джессі Племенс — «Види милосердя» за роль Роберт, Деніел та Ендрю     |                                                                       |
| 2025 | 82-га  | • Ґлен Пауелл — «Найманий убивця» за роль Ґері Джонсона                 |                                                                       |